# Lagnebrunna

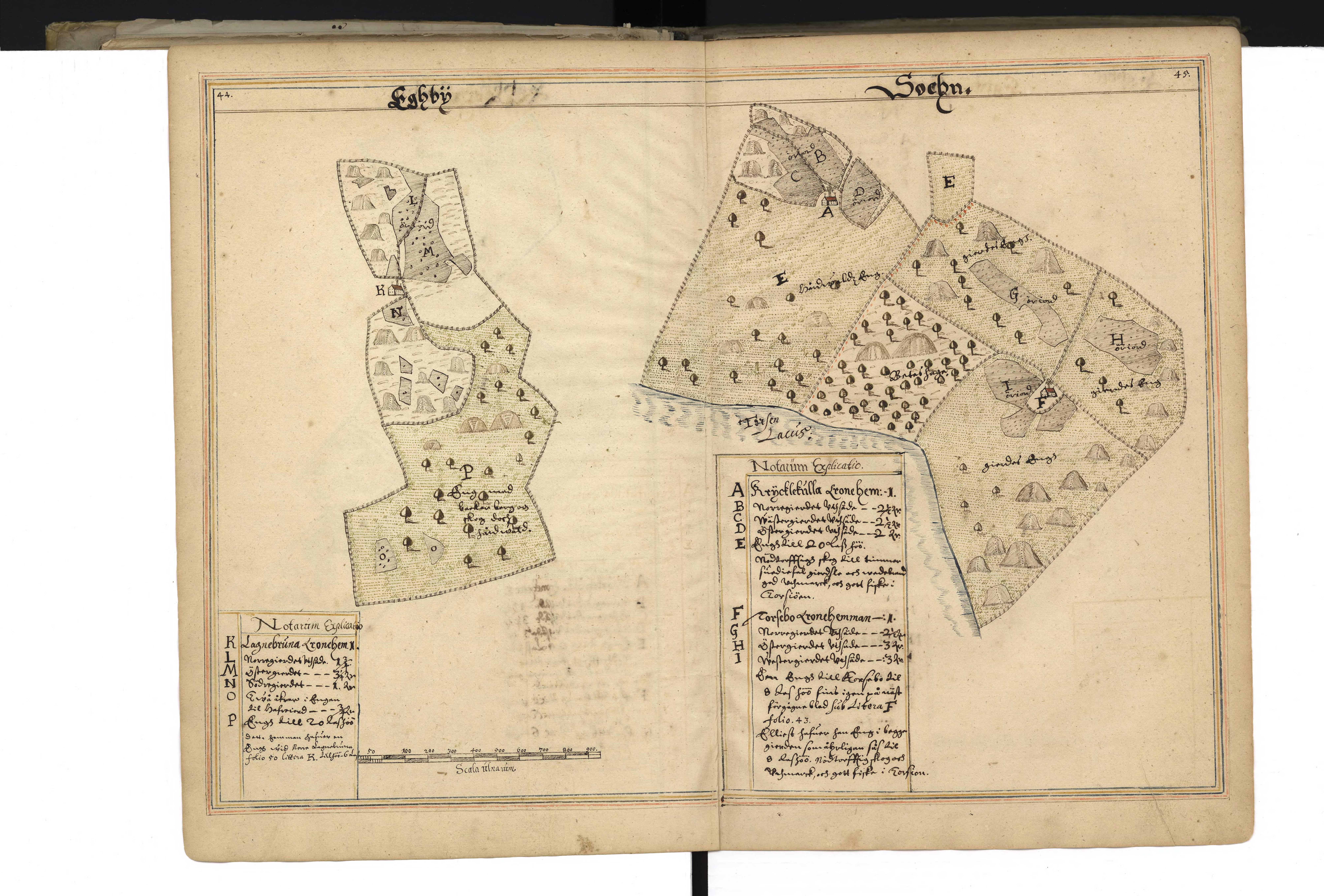
Karta över Lagnebrunna, år 1638.

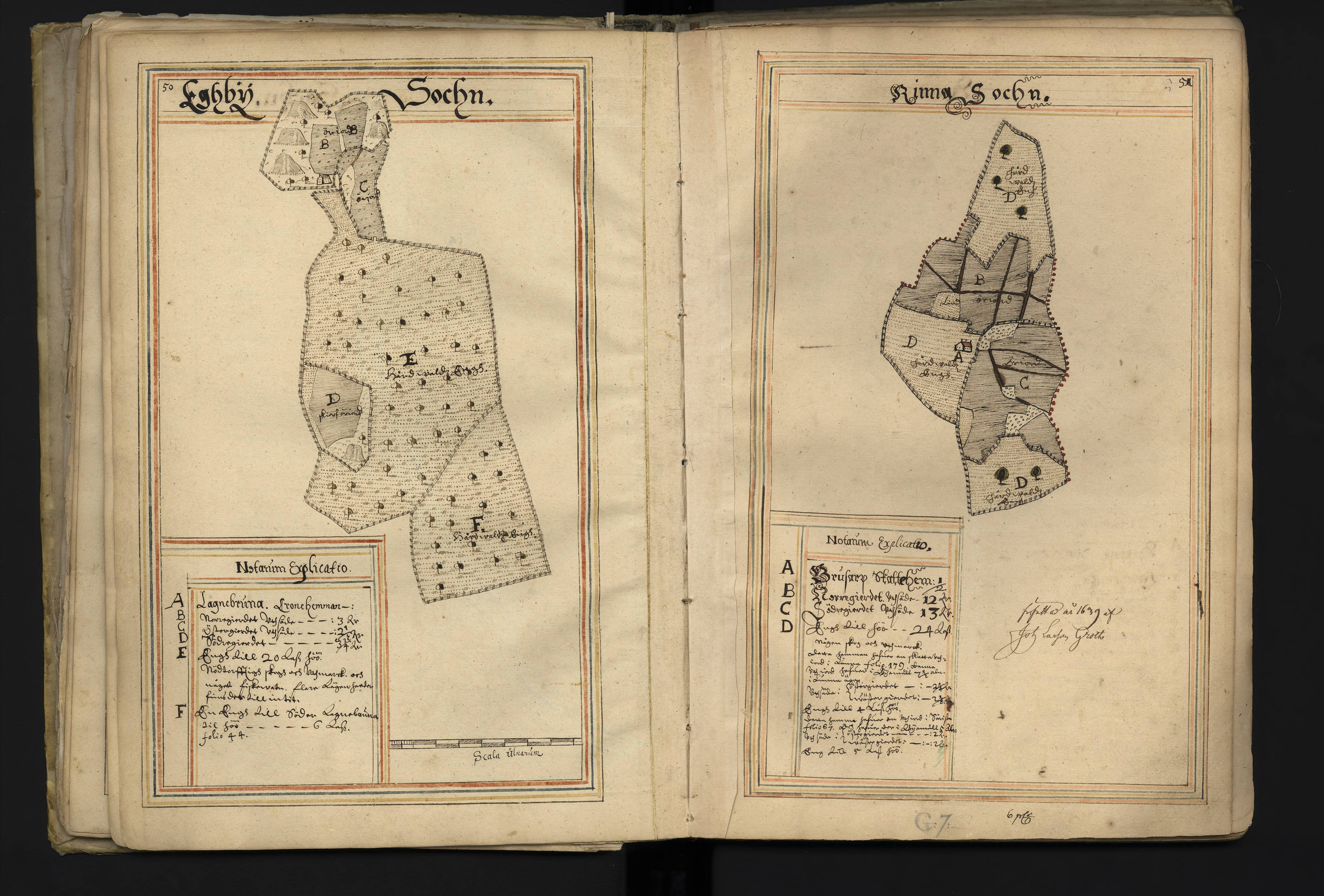
Karta över Lagnebrunna, år 1638.

Lagnebrunna, är en gård från åtminstone 1600-talet i Ekeby socken, Boxholms kommun. 

## Historik
Lagnebrunna är en gård från åtminstone 1638 i Ekeby socken, Boxholms kommun som bestod av 2 kronohemman. Gården köptes 1932 av Ture Wiström.
Per Ribbing som äger Boxholms säteri köper 1639 Norra Lagnebrunna.

### Backstugor och torp
På gården har det även funnits ett flertal torp och backstugor vid namn Svenstorp, Lilla Svenstorp, Lagerhult, Änghemmet, Vivåsen, Hybbeln, Karpåsen (Ekstugan), Kojan, Gölen, Kristineberg, Gatestugan, Grenadjörtorp (Blidatorpet) och Norra Lagnebrunna. Torpmärkningar utfördes på Vivåsen och Karpåsen 1968, Gölen 1969, Norra Lagnebrunna 1977, Minastugan 2000, Lilla Svenstorp 2012 och Södra Lagnebrunna 2014.